# کلاه پلنگی
کلاه پلنگی (نام علمی: Amanita pantherina) نام یک گونه از سرده قارچ قاتل است. قارچ‌های کلاه پلنگی در اروپا و غرب آسیا یافت می‌شوند. پهنای کلاهک قارچ ۴ تا ۱۱ سانتی‌متر است.